# Валеран де Бомон, 4-й граф Уорик
Валеран де Бомон (англ. Waleran de Beaumont; 1153 — 24 декабря 1203) — 4-й граф Уорик с 1184, сын Рожера де Бомон, 2-го графа Уорика и Гундрады де Варенн, дочери Вильгельма де Варенна, 2-го графа Суррей.

## Биография

### Правление
Старший брат Валерана Уильям имел две жены, но не оставил наследников, и титул перешёл к Валерану. Его покойный брат доставил Валерану неприятности соблюдением его требований в завещании.
Валеран не участвовал в военных конфликтах. Например, он заплатил деньги, чтобы избежать военной службы в Уэльсе. На коронации короля Иоанна 27 мая 1199 года Валеран держал в правой руке Государственный Меч.
Валеран поддерживал больницу святого Михаила в Уорике. Также он подарил монастырю в Пинли земли в Клавердоне и Брейлс монастырю Роксолл в Уорикшире.
Валерану наследовал его сын Генрих.

### Браки и дети
1-я жена: Марджери д’Ойли (умерла до 1196), дочь Генриха д’Ойли из Хук Нортона, Оксфорд или Маргарита де Богун, дочь Хамфри II де Богуна и Маргариты Херефордской. Дети:
- Генрих (около 1190—1229 до 17 октября), 5-й граф Уорик
- Валеран, лорд Гретэм и Котисмор

2-я жена с около 1196: Алиса д’Аркур (умерла после сентября 1212), вдова Джона Лимеси, лорда Кавендиш, Саффолк; дочь Роберта д’Аркур из Босворта, Лестершир. Дети:
- Алиса (умерла 1247/1263); муж — Уильям Маудит из Ханслопа, Беркшир (умер до 14 февраля 1257)
- Гундред, монахиня в Пинли